# Saturate (album)
Saturate è l'album di debutto del gruppo alternative metal Breaking Benjamin, pubblicato nel 2002. In alcune edizioni dell'album vi è inclusa la traccia Forever.

## Tracce
1. Wish I May – 3:59
2. Medicate – 3:46
3. Polyamorous – 2:57
4. Skin – 3:21
5. Natural Life – 4:00
6. Next to Nothing – 3:44
7. Water – 4:13
8. Home – 3:38
9. Phase – 4:32
10. No Games – 3:36
11. Sugarcoat – 3:39
12. Shallow Bay – 4:06
13. Forever – 3:57

## Formazione
- Ben Burnley - voce e chitarra
- Aaron Fink - chitarra
- Mark James Klepaski - basso
- Jeremy Hummel - batteria

## Utilizzo dei brani in altri media
- La traccia Polyamourous è contenuta nel videogioco SmackDown! vs Raw.
- La traccia Wish I May è inserita nei titoli di coda del film Wrong Turn.